# Николай (Бэлан)
Митрополи́т Никола́й (рум. Mitropolit Nicolae, в миру Николае Бэлан, рум. Nicolae Bălan; 27 апреля 1882 — 6 августа 1955) — епископ Румынской православной церкви, митрополит Транссильванский. Почётный член Румынской академии (1920).

## Биография
Родился 27 апреля 1882 года в селе Блайжени-де-Сус в округе Бистрица-Нэсэуд и был первым из восьми детей священника Василия Бэлана и Марии Бэлан.
Окончил богословский факультет Черновицкого университета, имея хорошую репутацию среди преподавателей и студентов этого престижного высшего учебного заведения. Затем он получил специализированное образование (богословие) в Университете Бреслау, а 25 июля 1905 года получил звание доктора теологии в Черновицком университете.
В 1905 году уехал в Сибиу, где стал преподавателем духовной семинаре Андреяна, а в 1909 году стал титульным профессором кафедры систематического богословия, где он проработал до 1920 года. За 15 лет, когда он работал преподавателем в системе богословского образования, он опубликовал многочисленные исследования и статьи. В 1907 году он основал первое периодическое издание академической теологической направленности в Трансильвании: «Revista Teologică» (Богословский журнал), который выходил до 1916 года. В 1911 году он основал «Biblioteca Bunului Păstor» (библиотека Доброго Пастыря), созданную в помощь приходскому духовенству, а в 1918 году основал «Gazeta poporului» (народная газета), отстаивавшую необходимость объединения всех румын.
В ноябре 1918 года, когда Первая мировая война близилась к концу, румынский национальный совет Трансильвании направил его с миссией в Яссы, временную столицу румынского Старого Королевства, где он обсуждал предстоящее присоединение Трансильвании к Румынии.
В 1919 году был рукоположен в сан священника. В 1920 году в монастыре Ходош-Бодрога епископом Арадским Иоанном (Паппом) был пострижен в монашество, сохранив полученное в крещении имя.
14 (27) февраля 1920 года был избран митрополитом Транссильванским. 17 (30) мая того же года в кафедральном соборе в Сибиу состоялась его епископская хиротония и интронизация, которые совершили: примас-митрополит Мирон (Кристя), епископ Хушский Никодим (Мунтяну), епископ Бэкэуский Варфоломей (Стэнеску), епископ Питешский Евгений (Хумулеску) и епископ Рэдэуцкий Ипполит (Воробкевич).
10 июня 1920 года был избран почётным членом Румынской Академии.
Как митрополит Транссильванский, он внес существенный вклад в составление устава Румынской Православной Церкви, утверждённый в 1925 году, и решительно защитил автономию Церкви.
В 1925 году он принял участие в Экуменическом конгрессе в Стокгольме, а в 1926 году на практической конференции по экуменизму в Берне.
В 1921 году по его инициативе был открыт Богословский институт в Сибиу в ранге духовной академии. Начиная с 1943 года, Духовная академия в Сибиу выдавала дипломы бакалавра, а в 1948 году институт получил степень университета. До 1948 года митрополит Николай также руководил деятельностью средних школ, находившихся на попечении Церкви: лицея им. Андрея Шагуны в Брашове, лицей им. Аврама Янку в Браде и нормальной школы им. Андрея Шагуны в Сибиу. Кроме того, он основал в Сибиу нормальную школу девочек, школу церковных певчих и интернат Архиепископеии. Он построил скит Пальтини и дом престарелых, а также параклис и библиотеку духовной академии в Сибиу.
Во время трагических событий для Румынии летом 1940 года на заседании Королевского Совета (29-30 августа 1940 года) он энергично протестовал против решений Второго венского арбитража и твёрдо высказался по поводу национального территориального воссоединения.
Сразу после оккупации Приднестровья в 1941 году он посетил эту территорию и заложил основу Румынской Православной Миссии в Приднестровье. По этой причине, в 1944—1945 годы, после установления советской власти в Румынии, было опасение, что митрополит Николай (Бэлан) будет отстранен от должности вместе с другими активными православными иерархами работавшими в Приднестровье, такими как митрополит Буковинский Тит (Симедря) и митрополит Олтенский Нифон (Кривяну). Этого не произошло, так как митрополит Николай (Бэлан) показал свою полезность советам.
Решение генерала Антонеску отозвать первоначальное румынско-немецкое решение и не депортировать евреев из Южной Трансильвании, Молдовы и Мунтении в нацистские лагеря в оккупированной Польше, принятое по комплексу стратегических причин, было обусловлено, по всей вероятности и в значительной степени, вмешательствами митрополита Николая (Бэлана), королевской семьи и дипломатического корпуса.
В 1948 году, после смерти патриарха Румынского Никодима, который выступал против насильственного поглощения Румынской грекокатолической (униатской) церкви подобно тому как это было сделано в СССР с УГКЦ, митрополит Николай (Бэлан) реализовал вместе с новым патриархом Юстинианом план ликвидации униатской церкви в Румынии.
15 мая 1948 года на митинге на Равнине свободы, посвящённом столетию национального собрания 3/15 мая 1848 года в Блаже в присутствии Георгия Георгиу-Дежа и Петру Грозы, где были размещены портреты Карла Маркса, Фридриха Энгельса и Ленина, выступил с речью, призывав униатов вернуться в православие, что совпадало с явным наступлением правительства Грозы против Румынской униатской церклви. Униатскому епископу Йоану Сучиу не позволили выступить после оскорбительной речи православного митрополита в Сибиу. Православный епископ Орадский Николай (Поповичу) отказался принять слово в тот момент, когда увидел, что манифестация была захвачена коммунистическими властями.
Пробыв 35 лет в должности митрополита Транссильванского, он скончался 6 августа 1955 года в Митрополичьей резиденции в Сибиу в возрасте 73 лет от болезни сердца. В своем завещании, составленном за десять лет до этого, митрополит Николай свидетельствовал о своём желании быть похороненным в Монастыре Брынковяну в Сымбэта-де-Сус. Заупокойное богослужение было совершено 9 августа 1955 года, собором иерархов и священников во главе с патриархом Юстинианом.